# ポーラ・ケイ
ポーラ・ケイ・キャラー（Paula Kaye Caller、女性、1951年）は、アメリカ合衆国の元プロレスラー。オクラホマ州オクラホマシティ生まれタルサ出身。

## 経歴
ファビュラス・ムーラの下でトレーニングを重ね、1969年デビュー。主にWWWF（現：WWE）で活動。1973年にはNWAデトロイトなどにも参戦。
1974年、国際プロレス初来日。10月7日の越谷にてサンディ・パーカーと組んで、小畑千代、佐倉輝美組と対戦、45分3本勝負であったが1-2で敗れる。
1976年、2度目の来日。ジョイス・グレーブルと組んで、佐倉、千草京子組と対戦して勝利した後、小畑、佐倉組の持つIWWA太平洋岸タッグ王座に挑戦するが、1本も取れず敗退。
同年限りで引退。

## 得意技
- フライングエルボー[1]
- ボウ&アロー[1]